# Омана «куй поки гаряче»
Омана «куй поки гаряче» (також відома як «явище гарячої руки» або «гаряча рука») вважається когнітивним соціальним упередженням, що людина, яка переживає успішний результат, має більше шансів на успіх у подальших спробах. Ця концепція часто застосовується до спортивних змагань та завдань, заснованих на навичках. Загалом, вважається, що даний термін походить від баскетболу, де стрілець (shooter) нібито частіше забиває гол, якщо його попередні спроби були успішними, тобто, має «гарячі руки». Хоча попередній успіх у виконанні завдання дійсно може змінити психологічне ставлення та подальший рівень успіху гравця, дослідники протягом багатьох років не знаходили доказів «гарячої руки» на практиці, вважаючи це помилковим. Однак, подальші дослідження ставили під сумнів питання, чи справді переконання є помилкою. Недавні дослідження, що використовують сучасний статистичний аналіз, показують, що існують докази «гарячої руки» у деяких спортивних заходах.

## Розвиток теорії

### 1985 «Гаряча рука в баскетболі»
Вперше помилка була описана в роботі Томаса Гіловича, Амоса Тверського та Роберта Вальлоне (ГТВ) у 1985 році. Дослідження «Гаряча рука в баскетболі» поставило під сумнів теорію про те, що у баскетболістів «гарячі руки», яку газета визначила як твердження, що гравці частіше роблять вдалий удар, якщо їх попередній удар був вдалим. Дослідження розглядало нездатність респондентів правильно зрозуміти випадковість та випадкові події; подібно до того, як нечисельність може погіршити судження людини щодо статистичної інформації, помилка гарячої руки може змусити людей формувати неправильні припущення щодо випадкових подій. Троє дослідників наводять приклад у дослідженні щодо «підкидання монети»; респонденти очікували, що навіть короткі послідовності голів та хвостів становитимуть приблизно 50 % голів та 50 % хвостів. У дослідженні було запропоновано дві упередженості, які створюються за допомогою виду мислення, застосованого до жеребкування монети: це може змусити людину повірити, що ймовірність голови чи хвоста зростає після тривалої послідовності того чи іншого (відомого як помилка азартного гравця) ; або це може призвести до того, що людина відкине випадковість через переконання, що смуга того чи іншого результату не є репрезентативною для випадкової вибірки.
Перше дослідження було проведене за допомогою опитування 100 фанатів баскетболу з коледжів Корнелла та Стенфорда. Друге дослідження базувалось на розглянутих індивідуальних записів гравців з 1980—1981 років «Філадельфія 76». У третьому дослідженні аналізувалися дані про штрафні кидки, а в четвертому — експеримент з контрольованою стрільбою. Причиною різних досліджень було поступове усунення зовнішніх факторів навколо пострілу. Наприклад, у першому дослідженні є фактор того, як захисна стратегія та вибір удару команди противника заважатимуть стрільцеві. Другий та третій вилучають елемент вибору пострілу, а четвертий виключає ігрову обстановку, відволікаючі фактори та інші зовнішні фактори, згадані раніше. Дослідження насамперед виявили, що результати як польових цілей, так і спроб штрафних кидків не залежать один від одного. У подальших дослідженнях, що включали експеримент з контрольованою стрільбою, результати були однаковими; очевидно, дослідники дійшли висновку, що відчуття «гарячого» не передбачає ударів чи промахів.

### Запропоновані пояснення
Гілович пропонує два різні пояснення, чому люди вважають, що існують «гарячі руки». Перший полягає в тому, що людина може бути упередженою до того, щоб шукати смуги перед переглядом баскетбольної гри. Потім це упередження вплине на їх сприйняття та згадування гри (упередження підтвердження). Друге пояснення стосується нездатності людей розпізнавати випадкові послідовності. Люди очікують, що послідовності випадків чергуватимуться між варіантами більше, ніж насправді. Шансові послідовності можуть здатися занадто кусковими і, таким чином, сприймаються як не випадкові (ілюзія скупчення).
Існує багато запропонованих пояснень, чому люди сприйнятливі до помилки «куй поки гаряче». Алан Д. Кастель та інші досліджували ідею, що вік змінить віру людини в помилковість. Щоб перевірити цю ідею, дослідники провели поперечне дослідження, де взяли вибірку для 455 учасників віком від 22 до 90 років. Цим учасникам було дано анкету, та перед цим було дано підказку про те, що в коледжах та професійних баскетбольних іграх жоден гравець не робить 100 % спроб своїх кидків. Потім анкета задала два важливі запитання: (1) Чи є у баскетболіста більше шансів зробити постріл після того, як він щойно зробив останні два-три постріли, ніж після того, як пропустив останні два-три постріли? (2) Чи важливо передавати м'яч тому, хто щойно зробив кілька пострілів поспіль?
Основним інтересом анкети було перевірити, чи відповідає учасник на перше запитання ствердно, маючи на увазі, що вони вірять у помилку «гарячої руки». Результати показали, що учасники віком старше 70 років удвічі частіше стверджували помилку «гарячої руки» дійсною, ніж дорослі 40–49 років, підтверджуючи, що люди старшого віку більше покладались на евристичні процеси. Люди старшого віку частіше, ніж молоді, запам'ятовують позитивну інформацію, роблячи їх більш чутливими до прибутків і менше — до збитків.
Одне дослідження розглядало коріння помилки «куй поки гаряче» як неможливості належним чином судити про послідовності. Дослідження зібрало результати з десятків поведінкових та когнітивних досліджень, які вивчали помилки «гарячої руки» та помилки азартних гравців із випадковими механізмами та смугами, створеними навичками. З точки зору оцінки випадкових послідовностей загальним висновком було те, що люди не мають статистично правильного поняття випадкового. Він дійшов висновку, що люди побудовані для того, щоб бачити закономірності в сенсорних та концептуальних даних усіх типів.

### Реаналіз дослідження Гіловича, Тверського та Валлоне
У 2018 році Міллер та Санджуржо опублікували новий аналіз оригінальних досліджень Гіловича, Тверського та Валлоне і, на противагу йому, дійшли висновку, що є «значні докази стрілянини». Міллер та Санджурджо дійшли висновку, що справді існує статистична база для явища «гарячих рук» у шаблоні потрапляння «Філадельфії-76».
ГТВ припустили, що є лише докази «гарячої руки», якщо ймовірність влучення вища після низки влучень, ніж ймовірність влучення після низки промахів. Цього не можна спостерігати у шаблоні потрапляння 76-х. Вищезазначені ймовірності суттєво не відрізняються. Тому ГТВ дійшли висновку, що жодних ознак явища «гарячих рук» немає. Однак Міллер і Санджурйо показують, що припущення ГТВ є помилковим, і насправді очікувана швидкість потраплянь після низки хітів повинна бути нижчою, ніж частота хітів після низки промахів. Таким чином, рівний показник ударів до промахів після серії є ознакою гарячої руки.
Міллер та Санджуржо заявили, що ГТВ запровадилли упередження вибірки, оскільки вони починають підраховувати після серії хітів / промахів. Міллер і Санджуржо можуть продемонструвати аналітичність для серії одного попадання (і емпірично для більших смуг), що це вводить упередження до більшої кількості промахів, враховуючи, що кількість наступних зразків досить мала (наприклад, менше 100 для чистої монети). За словами Міллера та Санджурйо: «неправильно очікувати стабільного 50-відсоткового стрільця, який зробив 100 пострілів, щоб зробити половину пострілів, які негайно слідують за серією з трьох ударів».

### Подальші дослідження
У 2003 році було проведено дослідження Корнела для вивчення «гарячої руки» у професійному баскетболі. У цьому дослідженні вчені досліджували фільм з конкурсів НБА на зйомці 1994—1997 років. Вивчаючи фільм про змагання, дослідники сподівалися знайти докази послідовної залежності в пострілах кожного стрільця на всіх знімках. Вони також шукали послідовні залежності в межах кожного стрільця на 25 безперервних пострілах та застосовували різноманітні нові методи для ізоляції гарячих характеристик. Згідно з «гарячою рукою», гравець повинен мати дуже мало пробіжок, а натомість їх попадання та промахи повинні бути згруповані.
У їхніх дослідженнях було лише два гравці, які мали значно меншу кількість пробіжок, ніж очікувалося випадково. Жоден стрілець не мав значно більших пробігів, ніж можна було б очікувати. Приблизно у половини стрільців (12 з 23 = 52 %) було менше пробіжок, ніж очікувалося, а приблизно у половини (11 з 23 = 48 %) пробігів було більше, ніж очікувалося. Також дослідники порівняли удари і промахи стрільців. Дані більше відповідали випадковості, ніж «гарячій руці». Внаслідок їх аналізу даних був зроблений висновок, що нічого не підтверджує гіпотезу «гарячої руки».

## Нещодавні дослідження на підтримку «гарячої руки»
Пізніші дослідження поставили під сумнів попередні висновки, все таки знайшовши підтримку переконання у явищі «гарячих рук».
У статті 2003 року дослідників з університету Монаша зазначається, що Гілович та співавтори не досліджували статистичну силу власних експериментів. Проводячи аналіз потужності за даними 1985 року, дослідники дійшли висновку, що навіть якщо «Філадельфія 76» дійсно стріляла смугами, малоймовірно, що Гілович, Вальлоне та Тверський виявили б цей факт.
У статті від жовтня 2011 року Яарі та Ейзенманна, великий набір із понад 300 000 штрафних кидків НБА показав «вагомі докази» явища «гарячої руки» на індивідуальному рівні. Вони проаналізували всі штрафні кидки, здійснені протягом п'яти регулярних сезонів НБА з 2005 по 2010 рік. Було виявлено, що спостерігалося суттєве збільшення шансів гравців нанести другий постріл у серії із двох пострілів порівняно з першим. Вони також виявили, що в серії з двох пострілів поспіль ймовірність нанести другий постріл більша після попадання, ніж після промаху на попередньому.
У листопаді 2013 року дослідники Стенфордського університету використали дані Вищої Ліги Бейсболу і виявили, що існують «вагомі докази» існування «гарячої руки» у десяти різних статистичних категоріях.
У 2014 році доповідь трьох випускників Гарварду, представлена на конференції Sloan Sports Analytics Conference, в якій використовувались передові статистичні дані, які вперше могли контролювати такі змінні в баскетбольних іграх, як місце пострілу гравця та позиція захисника, показала «невеликий, але значний ефект гарячої руки».
У 2015 р. експертиза дослідження 1985 р. Джошуа Міллера та Адама Санджурджо виявила недоліки в методології дослідження 1985 р. і показала, що насправді можуть існувати «гарячі руки».

## Омана «куй поки гаряче» в не спортивному контексті

### Споживачі
Є інші ситуації та місця, крім спорту, на які може вплинути помилка «куй поки гаряче», або ж так звана помилка «гарячої руки». Дослідження, проведене Джозефом Джонсоном та співавторами вивчало особливості поведінки людини, яка піддається омані «гарячої руки» та евристики гравця, щодо покупки та продажу чого-небудь. І те, і інше відбувається, коли споживач неправильно розуміє випадкові події на ринку і на нього впливає переконання, що невелика вибірка здатна представити основний процес. Для вивчення впливу гарячої руки та евристики азартних гравців на поведінку покупців та продавців було висунуто три гіпотези. Перша гіпотеза стверджувала, що споживачі, яким дали акції з позитивними та негативними тенденціями заробітку, частіше купуватимуть акції, які були позитивними, коли вони вперше починалися, але ставали рідшими. Гіпотеза друга полягала в тому, що споживачі частіше продаватимуть акції з негативним доходом. Нарешті, третьою гіпотезою було те, що споживачі, які перебувають у стані покупки, частіше обиратимуть виграшну акцію порівняно з тими, хто продає.
Результати експерименту не підтвердили першу гіпотезу, але підтримали гіпотези 2 і 3, припускаючи, що використання цих евристик залежить від купівлі або продажу та довжини послідовності. Це означає, що ті, у кого була менша довжина та умови купівлі чи продажу, потраплять під вплив гарячої помилки; навпаки, це буде відповідно до помилки азартного гравця, яка більше впливає на довші послідовності числової інформації.

### Азартні ігри
Було проведено дослідження, щоб вивчити різницю між помилкою гарячої руки та азартними гравцями. Помилка гравця — це очікування розвороту після одного результату. Омани азартного гравця трапляються здебільшого у тих випадках, коли люди відчувають випадковість події, наприклад, кидання пари кубиків на стіл або обертання рулетки. Це спричинено помилковим переконанням, що випадкові числа малої вибірки врівноважують те, що вони роблять у великих вибірках; це відомо як евристичний закон малих чисел. Різниця між цією і помилкою «куй поки гаряче» полягає в тому, що при помилці «гарячої руки» людина сподівається, що «біг» продовжиться. Існує набагато більший аспект гарячої руки, який залежить від особистості. Це стосується сприйнятої людиною здатності передбачати випадкові події, що неможливо для справді випадкових подій. Той факт, що люди вірять, що вони мають цю здатність, відповідає ілюзії контролю.
У цьому дослідженні дослідники хотіли перевірити, чи можуть вони маніпулювати підкиданням монети, і протистояти помилці азартного гравця, змусивши учасника зосередитись на людині, що кидає монету. На відміну від цього, вони намагалися ініціювати помилку гарячої руки, зосередивши увагу учасника на тому, хто кидає монету, як причину смуги або голови, або хвоста. У будь-якому випадку дані повинні відповідати співчутливій магії, завдяки чому вони відчувають, що можуть контролювати результати випадкових подій у спосіб, що не відповідає законам фізики, наприклад, «гаряче» підкидати конкретний випадково визначений результат.
Вони випробували цю концепцію в трьох різних умовах. Перша була зосереджена на людині, де той, хто кидав монету згадував, що вона кидала багато голів чи хвостів. Друга — фокус монети, коли той, хто кидав монету, згадував, що у монети випадала багато голів чи хвостів. Нарешті, стався контроль, при якому особа, що кидає монету, нічого не сказала. Учасники також були розподілені по різних групах, одна, в якій особа, яка гортала монету, змінилася, а інша, де людина залишилася незмінною.
Дослідники виявили, що результати цього дослідження відповідають їх початковій гіпотезі про те, що помилці азартного гравця насправді можна протидіяти за допомогою гарячої руки та уваги людей до людини, яка активно змахувала монету. Важливо зазначити, що ця протидія помилковості азартного гравця сталася лише в тому випадку, якщо особа, що кидає монету, залишилася незмінною. Це дослідження проливає світло на думку, що помилки азартних гравців та гарячих рук часом борються за домінування, коли люди намагаються робити прогнози щодо однієї і тієї ж події.